# Nemopilema nomurai
Nemopilema nomurai (лат.) — вид сцифоидных из отряда корнеротов (Rhizostomeae). Населяет преимущественно Жёлтое и Восточно-Китайское моря. На стадии медуз представители этого вида достигают чрезвычайно крупных размеров (до 2 м в диаметре) и веса (до 200 кг).

## Вспышки численности медуз
В осенние сезоны 2002—2004 годов у берегов Японии наблюдали вспышки численности медуз этого вида. Крупные медузы забивали сети, чем наносили серьёзный ущерб рыболовному промыслу страны. В качестве возможных причин явления рассматривали эвтрофикацию и интенсивное строительство в прибрежной зоне Корейского полуострова и востока Китая — основных районов обитания прикреплённых стадий жизненного цикла этого вида (сцифистом), а также проникновение в эти акватории тёплых водных масс, имевшее место в эти годы. Впоследствии было получено косвенное подтверждение гипотезы о ключевой роли потепления: стимулом к стробиляции (образованию сцифистомами медуз) оказывается повышение температуры воды с 13 °C до 23 °C.

## Галерея

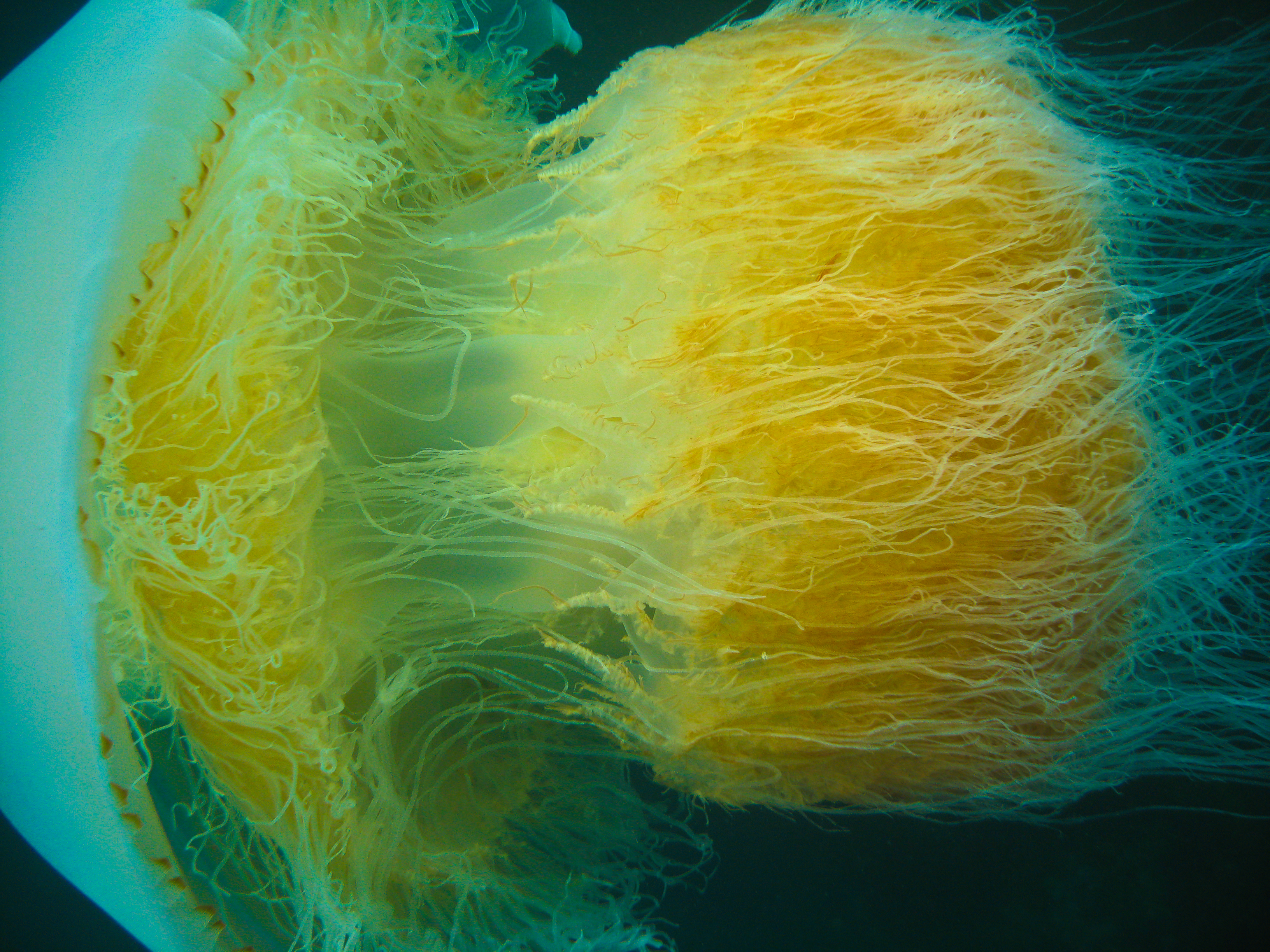
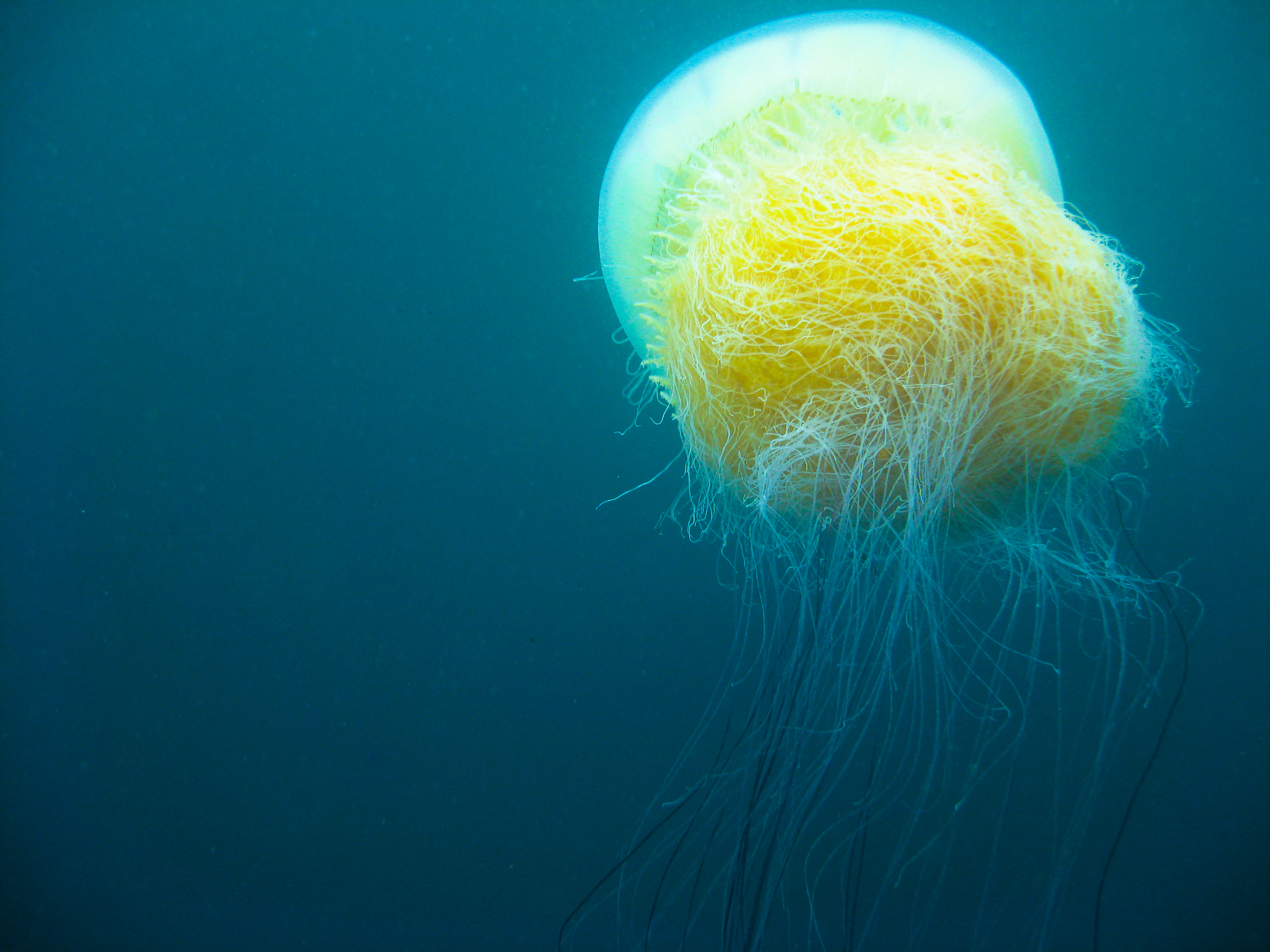